# Ата (язык)
Ата (также известен как пеле-ата, пелеата, уасе, уаси, уасилау, васи) — язык-изолят, на котором говорят на острове Новая Британия в Папуа — Новой Гвинее. Он может быть связан с языками-изолятами анем и йеле, которые относятся к восточно-папуасским языкам. Язык имеет два диалекта: ата и пеле. На нём говорят около 2000 человек.